# Dae Hyeonseok
Dae Hyeonseok (hangeul : 대현석 ; hanja : 大玄錫) (mort en 894) est le treizième roi du royaume de Balhae en Corée. Il a régné de 871 à sa mort.